# 미국 연합 그리스도의 교회

미국 연합 그리스도의 교회(United Church of Christ, UCC)는 미국의 개신교 종파이다. 1957년 복음주의 개혁교회(Evangelical and Reformed Church)와 회중주의 기독교 교회(Congregational Christian Church)가 연합한 교단이며, 미국교회협의회(NCC,National Council of Churches), 세계 개혁교회 연맹(World Communion of Reformed Churches), 세계 교회 협의회(World Council of Churches)와 교류하고 있다. 미국에서 가장 진보적인 교단으로 알려져 있으며, 1986년에 한국기독교장로회와 파트너십을 맺고 여러 지원활동을 했다. 미국의 또 다른 진보 교단인 그리스도 제자회(Christian Church<Disciples of Christ>)와 1996년부터 세계선교국(Global Ministries)을 공동으로 운영하고 있으며, 지난 2001년에는 캔자스 시티에서 총회를 같이 개최하기도 했다. 현재 양 교단은 목회자의 자격을 서로 인정할 정도로 매우 가깝다. 그리고 지난 2013년 총회에서 캐나다 연합교회(United Church of Canada)와의 관계 협력을 결의하여 양 교단이 한층 더 가까워지기 위해 노력하고 있다.

## 기타
이 교단에 속한 시카고 트리니티유나이티드교회에 버락 오바마 미국 대통령이 취임 전까지 다녔다. 그러나, 이 교회 목사였던 제러마이어 라이트 목사가 ‘갓댐 아메리카(빌어먹을 미국)’ 발언을 한 이후부터 결별한 뒤, 20여년간 다닌 시카고 트리니티유나이티드교회에 출석하지 않았다. 라이트 목사는 흑인 목사 가운데 가장 진보적 인사였다.

## 같이 보기
- 회중교회